# شیروانی (سرده)
شیروانی (نام علمی: Nikitinia) نام یک سرده از تیره کاسنیان است.